# What’s Michael?
What's Michael? (яп. ホワッツマイケル?  Что с майклом?) — японская манга, автором которой является Макото Кобаяси. В 1984 году начала выпускаться в журнале Weekly Morning по 1989 год. В 1986 году манга получила премию коданся, как лучшая манга общего направления. По мотивам манги студией Kitty Films были выпущены 2 OVA-серии и аниме-сериал продолжительностью в 45 серий. Он также транслировался на территории Испании и Италии.

## Сюжет
Концепция манги представляет читателю 2 параллельные истории: реализм и сказка. В реализме изображены кошки в их естественном виде, а сюжет сводится к взаимодействию кошек и их хозяина, а также наблюдением за их забавным поведением. Во второй «сказочной» истории кошки представлены в виде антропоморфных животных, обладающих разумом, ходящих на двух ногах и носящих одежду.

## Роли озвучивали
- Кэй Томияма — Майкл
- Хидэюко Умэдзу — Макото Кобаяси
- Ёсино Такамори — Мистер Кобаяси
- Хироси Масуока — Нобоюки
- Мами Мацуи — Наядзира
- Мами Ямасэ — Каёко
- Мариа Кавамура — Поппо
- Сакико Тамагава — Сино